# Rochebaron
Rochebaron est une marque commerciale française désignant un fromage industriel de lait pasteurisé de vache appartenant à la société Les Fromagers Associés filiale de commercialisation du groupe Savencia Fromage & Dairy. C'est un fromage à pâte persillée fabriqué par la Compagnie Fromagère de la Vallée de l'Ance (CFVA) à Beauzac et à Saint-Pal-de-Mons dans le département de la Haute-Loire en France. La marque tire son nom du château éponyme situé à Bas-en-Basset.

## Description
C'est un fromage à base de lait de vache, à pâte persillée, d'un poids moyen de 600 grammes recouvert de charbon végétal. 

## Saisons de commercialisation
Il est commercialisé toute l'année car fabriqué avec des laits provenant de troupeaux de vaches désaisonnées (cycle de gestation décalé artificiellement).